# Форьель, Клод
Клод Шарль Форьель (фр. Claude Charles Fauriel Сент-Этьен 21 октября 1772 — Париж 15 июля 1844) — французский филолог, историк и фольклорист.
Автор многочисленных трудов по истории югa Франции и романских народов.
В Греции известен более всего своим значительным сборником демотических песен (среди которых и Клефтские песни), которые он собрал и перевёл.

## Биография
Клод Форьель родился в городе Сент-Этьен департамента Луара и, несмотря на то что был сыном бедного плотника, получил хорошее образование в школах ораторианцев Святого Филиппа Нери в Турноне и Лионе. Дважды служил в армии, в Перпиньяне в 1793 году и в Бриансон е в 1796—1797 годах, как личный секретарь генерала Joseph Servan de Gerbey (1741—1808). В 1794 году он вернулся в Сент-Этьен, где недолго был занят на гражданской службе и с 1797 по 1799 год посвятил себя исследованиям, в особенности древней и новейшей литературы и истории Греции и Италии.
Во время своего визита в Париж в 1799 году был представлен министру полиции Ж. Фуше, сделавшись его секретарём. По причине слабого здоровья в 1801 году, на 3 месяца, отправится на юг. Пошатнувшееся здоровье стало также причиной его отставки в следующем году. Отмечается, что причиной этому послужило и неоднозначное отношение к провозглашению Наполеона Бонапарта пожизненным консулом, в нарушение демократических принципов революции. Эти сомнения нашли своё отражение и в выдержках из его мемуаров, обнаруженных и изданных в 1886 году Людовиком Лаланом, под заголовком Последние дни Консулата (Les Derniers Jours du Consulat). Эти мемуары были написаны не позднее 1804 года и на самом деле являются безымянными. Однако Лалану удалось связать их с Форьелем, на основании сравнения особенностей почерка и стиля с сохранившимся письмом последнего.

## Филологический кружок Auteuil
Некоторые статьи, которые Форьель опубликовал в журнале Философские десятилетия (Decade philosophique) в 1800 году, касающиеся работ Анны де Сталь, послужили началом их глубокой дружбы.
Около 1802 года начались любовные отношения Форьеля с мадам де Кондорсе, продолжавшиеся до её смерти (1822). Салон мадам Кондорсе был местом встречи оппозиционных республиканцев. Де Сталь представила Флориеля филологическуму кругу в Auteuil, в котором центральным лицом был аристократ философ Дестют де Траси, Антуан Луи Клод. Членами этого кружка, которые теснее всех были связаны с Форьелем были филолог Кабанис, Пьер Жан Жорж, итальянский поэт Мандзони, Алессандро, журналист Констан, Бенжамен и историк Гизо, Франсуа. Позже ему были представлены Огюстен Тьерри, журналист и историк Минье, Франсуа и будущий премьер-министр и президент Тьер, Адольф.
Во время своих контактов с кругом Auteuil, Форьель обратил своё внимание к философии и начал работать над историей стоицизма, которая осталась незавершённой и рукописи которой пропали в 1814 году. Он также изучал арабский, санскрит и старые диалекты французского юга. В 1810 году он опубликовал перевод Партенаиды датского поэта Jens Immanuel Baggesen, с прологом о разных видах поэзии.
В 1823 году он опубликовал переводы двух трагедий Мандзони, где пролог носил заголовок «О теории драматического искусства».
«Смешение вымысла и правды особенно раздражало историков, даже тех, которые придерживались романтической точки зрения. Форьель высказал свои сомнения в письме к Мандзони, романтические драмы которого он перевёл на французский язык».

## Демотические песни новой Греции
В 1821 году, как только поступили первые вести о начале Греческой революции, Форьель начал собирать греческие демотические песни, которые опубликовал (в переводе) в сборнике Chants populaires de la Gréce moderne (1824—1825), со вступлением о народной поэзии.
Примечателен тот факт, что Форьель, который ни разу не посетил Грецию, был первым кто опубликовал полноценное издание греческих демотических песен под заголовком «Chants populaires de la Grèce moderne», в Париже, в двух томах (1824—1825). В прологе своего сборника, принимая во внимание предшествующие ему работы других исследователей, таких как немецкого барона August von Haxthausen, греков Мустоксидиса, Мавроматиса, Схинаса и др., он пишет: «представляемый сборник является первым сборником, который публикуется, это исключительный подарок удачи, которого я не ожидал». Современный греческий фольклорист Димитрис Лукатос пишет, что филэллинская работа Форьеля оказала бοльшую поддержку Освободительной борьбе греков, может быть значительно бо́льшую, нежели любая материальная помощь из-за границы.
Современные ему греческий язык, обычаи и традиции, жизнь и положение греков он изучил в Париже и других городах, где мог встретить греческих студентов, торговцев и моряков. Песни своего сборника Фориель собрал из следующих источников (как Фориель пишет в своём прологе):
- Греки из разных стран выславшие ему песни
- Греки (ремесленники и хозяйки) греческих колоний Венеции и Триеста, которые он посетил сам, зачитывали ему или писали песни известные им, а также пели их.
- Некоторые песни из сборника Адамантия Кораиса.

Кроме выше означенных источников современные критики считают, что в качестве ядра своего сборника Фориель использовал часть неизданной до того момента работы немца August von Haxthausen.
Из разных вариантов каждой песни, Фориель выбирал тот, который он считал эстетически или в лингвистическом плане лучшим, или сочетал части вариантов, получив предварительно мнение учёных греческой диаспоры. Пролог, который он писал к каждой песне содержал информацию полученную от квалифицированных лиц. Лица с которыми он советовался о песнях Греческой революции, были лично знакомы с военачальниками которым посвящались песни.
Современный историк и издатель Мишель Эспань связывает «Греческие песни» Форьеля с так называемым «Гомеровским вопросом»:.
«Переход от автора-индивида к автору народу» и гипотеза «гомеровского эпоса, как выражения целой культуры» а не Гомера, как отдельного автора.
«Гомеровский вопрос естественным образом пересёк границу (Германии) и стал возникать в новых национальных обличьях: одним из первых его перевоплощений во Франции стало творчество Клода Форьеля, лингвиста и предшественника романской филологии, который тоже стал собирать греческие песнопения — только на сей раз не древне-, а новогреческие — и, подобно некоему рапсоду, опубликовал (одним из первых в мире) сборник новогреческих песней».

## Последние годы жизни
Июльская революция 1830 года, которая привела друзей Форьеля к власти, открыла и ему дорогу к карьере в высшем образовании. В том же году, 20 октября он был назначен революционным правительством профессором иностранной литературы на кафедре Университета Сорбонны, где он преподал 11 лекций о греческих и сербских народных песнях.
«История южной Франции под господством германских захватчиков» (4 тома, 1836) (Histoire de la Gaule méridionale sous la domination des conquerants germains) была единственной завершённой частью более общей истории южной Франции, которую он намеревался издать. В 1836 году он был избран членом Эпиграфической академии и в 1837 году он опубликовал (вместе со вступлением, выводы которого сегодня отчасти оспариваются) перевод поэмы из Прованса о Альбигойском крестовом походе.
Сами по себе понятия «альбигойцы», «крестовый поход против альбигойцев» или «против еретиков-альбигойцев» — ранее не были известны и родились под пером Форьеля, опубликовавшего в 1837 году окситанскую поэму «Песнь об альбигойском крестовом походе» (Canzo) XIII века". С 1837 по 1838 год заместителем Форьеля в Сорбонне был Фредерик Эйххофф.
После его смерти, Мэри Кларк опубликовала работу Форьеля «История провансальской литературы» (Histoire de la littérature provençale, 3 тома, 1846). По сути это свод лекций прочитанных Форьелем в период 1831—1832 годов.
Форьель заведомо сформировал свою теорию о том, что Прованс является колыбелью французской средневековой эпической песни (Chanson de geste) и цикла рыцарских романов о Рыцарях круглого стола. Однако Форьель дал значительный толчок для начала научного исследования диалектов Старой Франции и Прованса. В 1854 году он опубликовал работу «Данте и продвижение итальянского языка и литературы» (Dante et les engines de la langue et de la littérature italiennes (2 тома)).
Форьель умер внезапно 15 июля 1844 года в Париже в собственном доме. Похоронен на кладбище Пер-Лашез.